# Igil
Igil (tuwiński игил) – chordofon smyczkowy, bezprogowy, zawierający dwie struny. 
Związany jest z mitologią konia, głęboko zakorzenioną w kulturze Tuwy. Instrumentu tego często używa się do imitowania rytmu końskich kopyt. W Tuwie był wykonywany oddzielny repertuar wokalno-instrumentalny wyłącznie dla tego instrumentu. W 2010 roku Muzeum Etnograficzne w Warszawie zakupiło do swoich zbiorów 2 igily (igiły).

## Budowa
Pudło rezonansowe ma kształt eliptyczny, a szyjka zakończona końską głową nie ma progów. Struny są wykonane zazwyczaj z końskiego włosia lub żyłki nylonowej. Część drewniana jest wykonywana z jednego kawałka, zazwyczaj z drewna świerkowego, rzadziej z brzozowego, które jest trudniejsze do obróbki. Podczas wykończania instrumentu lutnik pokrywa je skórą lub cienkim plasterm drewnianym. Długość instrumentu to zazwyczaj 800-900 mm. 

## Technika gry
Grający na instrumencie opiera pudło o uda, a główkę unosi do góry. Gra techniką paznokciową dotykając struny palcami lewej ręki bez przyciskania ich do szyjki, prawą prowadząc po nich smyczek. 